# Șelah
Conform Genezei 10, Șelah (ebraică: שלח, Shelach, Šelḥ) este unul dintre strămoșii israeliților.
Conform Bibliei, este fiul lui Arpacșad, fiul lui Sem, fiul lui Noe. După Septuaginta este fiul lui Cainan. 
Șelah este tatăl lui Eber.